# Irlandzki Strajk Głodowy z 1981 roku

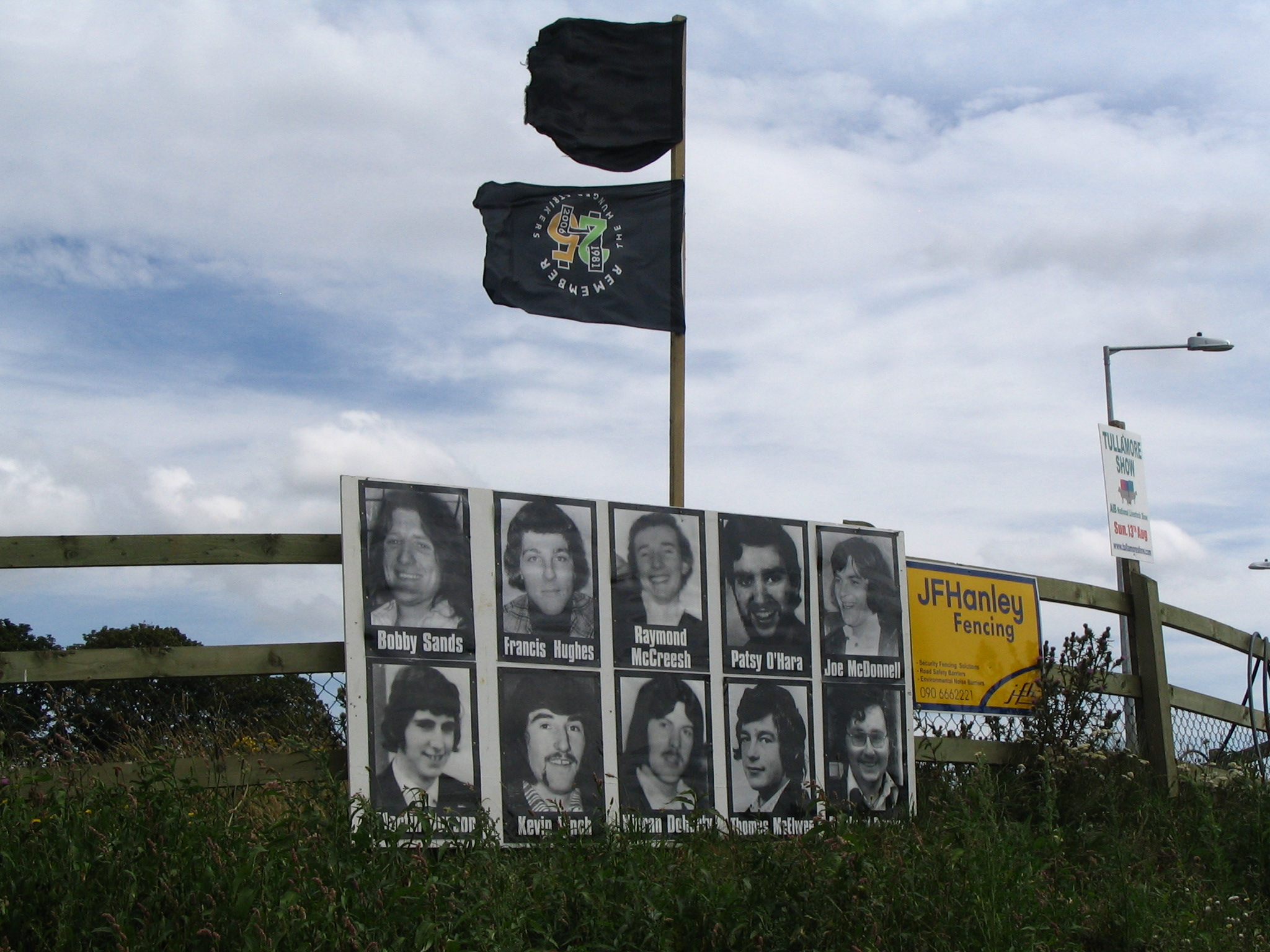
Upamiętnienie 25. rocznicy strajku głodowego

Irlandzki strajk głodowy z 1981 r. – wydarzenie kończące pięcioletni protest irlandzkich więźniów wywodzących się z ruchu republikańskiego w Irlandii Północnej w trakcie trwającego w tym kraju konfliktu. Strajk rozpoczął się jako protest ubraniowy w 1976 roku, kiedy to rząd brytyjski wycofał status specjalny skazanych więźniów wywodzących się z irlandzkich organizacji paramilitarnych. W 1978 r. spór przerodził się w tzw. brudny protest, w czasie którego więźniowie odmawiali mycia się i opuszczania swoich cel i pokrywali ich ściany ekskrementami. W 1980 roku siedmiu więźniów wzięło udział w pierwszym strajku głodowym, który zakończył się po 53 dniach.
Drugi strajk głodowy miał miejsce w 1981 roku i stanowił próbę sił pomiędzy więźniami a brytyjską premier, Margaret Thatcher. Jeden ze strajkujących, Bobby Sands, został wybrany posłem do parlamentu, co wzbudziło zainteresowanie mediów z całego świata. Strajk został odwołany po tym, gdy dziesięciu więźniów – łącznie z Sandsem – zmarło w wyniku akcji protestacyjnej. W pogrzebie Sandsa uczestniczyło 100 tys. osób. Strajk zradykalizował irlandzkie ruchy nacjonalistyczne, a w jego wyniku Sinn Féin wyrosła na partię polityczną uznawaną przez główny nurt polityki.

## Tło historyczne
Od roku 1917 irlandzcy więźniowie republikańscy stosowali strajki głodowe jako formę protestu. W ich wyniku zmarło łącznie dwunastu osadzonych. W wyniku przeprowadzonej przez brytyjską armię w dniach 9–10 sierpnia 1971 roku operacji Demetrius, aresztowano i internowano osoby podejrzane o powiązania z Irlandzką Armią Republikańską. Zatrzymanych osadzono w więzieniu Maze, które warunkami panującymi wewnątrz i zasadami rządzącymi społecznością więźniów przypominało obóz jeniecki. Internowani działacze republikańscy żyli w wieloosobowych pomieszczeniach, w których samorzutnie wprowadzali struktury dowodzenia na wzór struktur wojskowych. Dyscyplinę utrzymywano dzięki musztrze odbywanej z użyciem atrap broni wykonanych z drewna. Prowadzono również wykłady na temat taktyki działań partyzanckich i polityki.
Skazanym więźniom z kolei odmawiano aż do lipca 1972 r. praw, jakie posiadali więźniowie internowani. W 1972 r. w odpowiedzi na strajk głodowy 40 więźniów wywodzących się z Prowizorycznej Irlandzkiej Armii Republikańskiej, przeprowadzony pod przywództwem doświadczonego działacza republikańskiego Billy'ego McKee, wprowadzono Kategorię Statusu Specjalnego (SCS). Kategoria Specjalna lub innymi słowy status więźnia politycznego oznaczała, że więźniowie byli traktowani podobnie jak jeńcy wojenni; nie musieli na przykład nosić strojów więziennych ani wykonywać pracy w więzieniu.
12 lutego 1976 r. po strajku głodowym zmarł w więzieniu Wakefield członek IRA o nazwisku Frank Stagg. Sprawa przyciągnęła uwagę mediów na całym świecie, ponieważ rząd irlandzki odmówił spełnienia ostatniej prośby więźnia o organizację wojskowego konduktu pogrzebowego z Dublina do Balliny i zamiast tego zlecił policji potajemny pochówek. W dniu 1 marca 1976 r. Merlyn Rees, Minister ds. Irlandii Północnej w rządzie Harolda Wilsona, ogłosiła, że osoby skazane za akty terroru nie będą już miały prawa do Statusu Specjalnego. Polityka ta nie została zastosowana wobec więźniów już odbywających karę, lecz jedynie wobec osób skazanych za przestępstwa po 1 marca 1976 r. Zakończenie obowiązywania kategorii Statusu Specjalnego stało się poważnym zagrożeniem dla władzy jaką przywódcy paramilitarni mogli sprawować nad współwięźniami. Decyzja ta była także poważnym ciosem propagandowym wymierzonym w ruch republikański.

## Protest ubraniowy oraz brudny protest
14 września 1976 r. nowo skazany więzień Kieran Nugent rozpoczął protest ubraniowy, w którym więźniowie IRA oraz Irlandzkiej Narodowej Armii Wyzwoleńczej (INLA) odmówili noszenia munduru więziennego i albo chodzili nago, albo owijali się w więzienne koce. W 1978 r. przerodziło się to w brudny protest, podczas którego więźniowie odmawiali opuszczenia swoich celi i umycia się lub opróżniania swoich toalet (czynność znana pod nazwą "ręczne opróżnianie toalet"). W celu zmniejszenia ilości much, więźniowie rozcierali swoje odchody na ścianach celi. Protesty te miały na celu przywrócenie więźniom statusu politycznego poprzez wprowadzenie czegoś, co nazywano "Pięcioma Żądaniami":
1. prawo do nienoszenia munduru więziennego;
2. prawo do nie wykonywania pracy w zakładzie karnym;
3. prawo do swobodnego zrzeszania się z innymi więźniami oraz do organizowania zajęć edukacyjnych i rekreacyjnych;
4. prawo do jednej wizyty, jednego listu i jednej paczki w tygodniu;
5. przywrócenie wcześniejszego zwolnienia z więzienia utraconego w wyniku protestu.

Początkowo protest ten nie przyciągał zbyt wiele uwagi i nawet IRA uważała go za sprawę drugorzędną w stosunku do ich kampanii zbrojnej. Więcej uwagi zaczął przyciągać kiedy to Tomás Ó Fiaich, arcybiskup rzymskokatolicki archidiecezji Armagh, odwiedził więzienie i potępił panujące tam warunki. W 1979 r. była posłanka Bernadette McAliskey stanęła w wyborach do Parlamentu Europejskiego na platformie poparcia dla protestujących więźniów i zdobyła 5,9% głosów w całej Irlandii Północnej, chociaż partia Sinn Féin wzywała wcześniej do bojkotu wyborów.
Wkrótce po tych wydarzeniach na platformie wsparcia "Pięciu Żądań" utworzono rozległy Narodowy Komitet H-Block/Armagh, którego głównym rzecznikiem była McAliskey. W okresie poprzedzającym strajk głodowy doszło do zamachów zarówno na republikanów, jak i lojalistów. Członkowie organizacji IRA zabili kilku oficerów więziennych, podczas gdy wierni para-militaryści zabili kilku działaczy w Narodowym Komitecie H-Block/Armagh oraz ciężko ranili McAliskey i jej męża w zamachu na ich życie.

## Strajk głodowy z 1980 roku
27 października 1980 r. republikańscy więźniowie osadzeni w więzieniu Maze rozpoczęli strajk głodowy. Spośród licznych ochotników, którzy zgłosili się do udziału w strajku, ostatecznie wybrano siedmiu więźniów odpowiadających liczbowo sumie mężczyzn, którzy podpisali Proklamację Wielkanocną z 1916 roku. W skład grupy weszli członkowie IRA: Brendan Hughes, Tommy McKearney, Raymond McCartney, Tom McFeeley, Sean McKenna, Leo Green oraz członek Irlandzkiej Narodowej Armii Wyzwoleńczej (INLA) John Nixon.
1 grudnia do strajku przyłączyło się kolejna trójka więzniarek z kobiecego więzienia Armagh, w tym Mairéad Farrell, po czym nastąpił krótkotrwały strajk głodowy kilkudziesięciu kolejnych więźniów więzienia Maze. McKenna na przemian tracił przytomność i wybudzał się za śpiączki, będąc na skraju śmierci. W bitwie psychologicznej między kierownictwem IRA a rządem brytyjskim, rząd zdawał się przyznawać istotę pięciu żądań więźniów i wystosował trzydziestu-stronicowy dokument opisujący proponowane rozwiązanie. Gdy dokument był w drodze do Belfastu, Hughes podjął decyzję o uratowaniu życia McKenna'ego i zakończeniu strajku 18 grudnia po 53 dniach.

## Strajk głodowy z 1981 roku

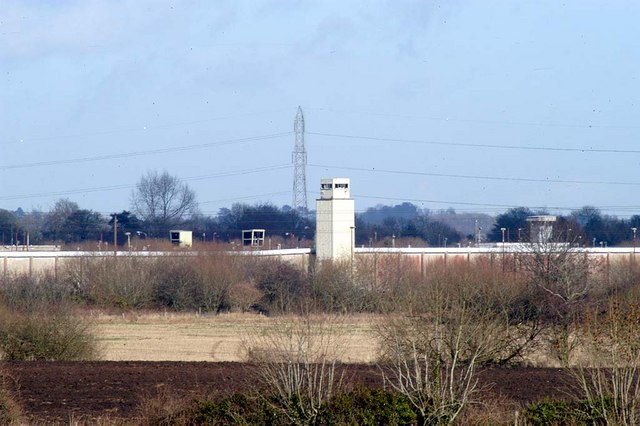
Więzienie Maze w pobliżu Belfastu, w którym odbył się strajk głodowy

W styczniu 1981 r. stało się jasne, że żądania więźniów nie zostały spełnione. Władze więzienia zaopatrzyły więźniów w oficjalnie wydaną odzież cywilną, natomiast więźniowie domagali się prawa do noszenia własnej odzieży. 4 lutego więźniowie wydali oświadczenie, w którym stwierdzili, że rząd brytyjski nie zdołał rozwiązać kryzysu i zadeklarowali zamiar ponownego strajku głodowego. Drugi strajk głodowy rozpoczął się 1 marca, kiedy to Bobby Sands, były oficer dowodzący IRA w więzieniu, odmówił przyjmowania posiłków. W odróżnieniu od pierwszego strajku, więźniowie dołączali do niego po kolei w różnych odstępach czasu, co według nich miało wzbudzić maksymalne poparcie społeczne i wywrzeć maksymalną presję na premier Margaret Thatcher.
Ruch republikański początkowo walczył o poparcie społeczne dla drugiego strajku głodowego. W niedzielę przed rozpoczęciem strajku przez zachodni Belfast przemaszerowało 3 500 osób. Podczas pierwszego strajku głodowego cztery miesiące wcześniej liczba uczestników marszu liczyła 10 000 osób. Pięć dni po rozpoczęciu strajku zginął niezależny republikański poseł okręgu wyborczego Fermanagh i Południowego Tyrone Frank Maguire, w wyniku czego odbyły się wybory uzupełniające. Wśród nacjonalistów i republikanów toczyła się debata na temat tego, kto powinien wziąć udział w wyborach; zainteresowanie wyraził Austin Currie z Socjaldemokratycznej Partii Pracy, Bernadette McAliskey i brat Maguire'a Noel.
Po negocjacjach i implikowanych groźbach pod adresem Noela Maguire'a uzgodniono, aby nie dzielić głosu nacjonalistów poprzez udział w wyborach, co doprowadziło do tego, że Sands stanął w wyborach jako kandydat ruchu Anti H-Block przeciwko Harry’emu Westowi, kandydatowi Ulsterskiej Partii Unionistycznej. Po głośnej kampanii wybory odbyły się 9 kwietnia. Sands został wybrany do Brytyjskiej Izby Gmin z 30 492 głosami, podczas gdy West zdobył ich 29 046.
Zwycięstwo Sandsa wzbudziło nadzieję, że uda się wynegocjować ugodę, ale Thatcher stanowczo odmówiła ustępstw uczestnikom strajku. Stwierdziła: "Nie jesteśmy przygotowani na rozważenie specjalnego statusu dla niektórych grup osób odbywających karę pozbawienia wolności za przestępstwa. Przestępstwo jest przestępstwem i nie ma to nic wspólnego z polityką ". Światowe media pojawiły się w Belfaście, a kilku wysłanników wysoko postawionych osób, w tym Síle de Valera, wnuczka Éamon de Valera, osobisty wysłannik papieża Jana Pawła II John Magee i urzędnicy Europejskiej Komisji Praw Człowieka, odwiedziło Sandsa, próbując wynegocjować zakończenie strajku głodowego. Mimo tego, iż Sands był na skraju śmierci, stanowisko rządu pozostało niezmienione, a sam Minister ds. Irlandii Północnej Humphrey Atkins stwierdził: "Jeśli pan Sands upiera się przy swoim pragnieniu popełnienia samobójstwa, to jest jego wybór. Rząd nie narzuci mu leczenia".

### Zgony i koniec strajku
5 maja Sands zmarł w szpitalu więziennym w sześćdziesiąty szósty dzień strajku głodowego, co wywołało zamieszki w nacjonalistycznych rejonach Irlandii Północnej. Humphrey Atkins wydał oświadczenie, w którym stwierdził, iż Sands popełnił samobójstwo „na polecenie tych, którzy uważali jego śmierć za użyteczną”. Ponad 100 000 osób wyruszyło na jego pochód pogrzebowy, który został przeprowadzony z pełnymi honorami wojskowymi IRA. Margaret Thatcher nie okazała współczucia dla jego śmierci, mówiąc Izbie Gmin, że "Pan Sands był skazanym przestępcą. Zdecydował się odebrać sobie życie. To był wybór, którego jego organizacja nie pozwoliła dokonać wielu swoim ofiarom".
W dwa tygodnie po śmierci Sandsa kolejnych trzech strajkujących zmarło. Francis Hughes zmarł 12 maja, co spowodowało dalsze zamieszki w nacjonalistycznych obszarach Irlandii Północnej, szczególnie w Derry i Belfaście. Po śmierci Raymonda McCreesha i Patsy'ego O'Hary, 21 maja Tomás Ó Fiaich, ówczesny Prymas Irlandii, skrytykował sposób, w jaki rząd brytyjski radził sobie ze strajkiem głodowym. Mimo to Thatcher nadal odmawiała wynegocjowania ugody, stwierdzając w trakcie wizyty w Belfaście w drugiej połowie maja, że "W obliczu porażki swoich haniebnych poczynań, ludzie stosujący przemoc zdecydowali się zagrać tym, co może być ich ostatnią kartą".
Dziewięciu protestujących więźniów wzięło udział w wyborach powszechnych w Republice Irlandii w czerwcu. Kieran Doherty oraz Paddy Agnew (który nie brał udział w strajku głodowym) zostali wybrani odpowiednio w Cavan-Monagna oraz Louth, a Joe McDonnell przegrał niewielką liczbą głosów w Sligo-Leitrim. W Irlandii Północnej w tym czasie odbyły się również lokalne wybory i choć partia Sinn Féin nie startowała w nich, mandaty uzyskały mniejsze ugrupowania i niezależni zwolennicy strajku głodowego, tacy jak Irlandzka Partia Niepodległościowa z 21 mandatami. Irlandzka Republikańska Partia Socjalistyczna (skrzydło polityczne INLI) i Demokracja Ludowa (ugrupowanie trockijskie) uzyskała po dwa mandaty każdy; mandaty zdobyli również niezależni kandydaci wspierający strajk głodowy. Rząd brytyjski uchwalił Ustawę o Reprezentacji Ludu z 1981 r., aby uniemożliwić kolejnemu więźniowi wzięcie udziału w drugich wyborach uzupełniających w Fermanagh i południowym Tyrone, które miały się odbyć po śmierci Sandsa.
Po śmierci Joe McDonnella i Martina Hursona rodziny niektórych strajkujących wzięły udział w spotkaniu z katolickim księdzem Denisem Faulem, które odbyło się 28 lipca. Rodziny wyraziły zaniepokojenie brakiem ugody z księdzem i tego samego dnia podjęto decyzję o spotkaniu z Gerrym Adamsem. Na spotkaniu ojciec Faul wywarł presję na Adamsie, aby znaleźć sposób na zakończenia strajku, a Adams zgodził się poprosić przywódców IRA o nakazanie mężczyznom zakończenia strajku głodowego. Następnego dnia Adams zorganizował spotkanie z sześcioma strajkującymi więźniami, aby nakreślić proponowaną ugodę w sprawie propozycji rządu brytyjskiego, jeśli strajk miałby się zakończyć. Sześciu mężczyzn odrzuciło ugodę, wierząc, że zaakceptowanie czegokolwiek poniżej "Pięciu Żądań" byłoby zdradą ofiary złożonej przez Bobby’ego Sandsa i innych uczestników strajku, którzy zginęli.
31 lipca strajk głodowy zaczął słabnąć, kiedy matka Paddy'ego Quinna nalegała na interwencję medyczną, aby uratować mu życie. Następnego dnia zmarł Kevin Lynch, 2 sierpnia Kieran Doherty, 8 sierpnia Thomas McElwee, a 20 sierpnia Michael Devine. W dniu śmierci Devine'a agent wyborczy Sandsa, Owen Carron, wygrał wybory uzupełniające w Fermanagh i południowym Tyrone z przewagą głosów.
6 września rodzina Laurence'a McKeowna stała się czwartą rodziną, która interweniowała i zwróciła się o pomoc medyczną, aby uratować mu życie, a Cahal Daly wydał oświadczenie wzywające więźniów republikańskich do zakończenia strajku głodowego. Tydzień później James Prior zastąpił Humphreya Atkinsa na stanowisku Ministra ds. Irlandii Północnej i spotkał się z więźniami, próbując zakończyć strajk. Liam McCloskey zakończył strajk 26 września po tym, jak jego rodzina powiedziała, że jeśli straci świadomość, zwróci się z prośbą o interwencję medyczną i stało się jasne, że rodziny pozostałych strajkujących również będą interweniować, by uratować im życie.
Strajk został odwołany 3 października o godz. 15.15. Trzy dni później Prior ogłosił częściowe ustępstwa dla więźniów, w tym prawo do noszenia własnych ubrań przez okres pobytu. Jedynym z "Pięciu Żądań", które wciąż pozostawało niespełnione, było prawo do niepodejmowania pracy w więzieniu. Po sabotażu więźniów i ucieczce z Maze Prison w 1983 r. zamknięto warsztaty więzienne, skutecznie spełniając wszystkie "Pięć żądań", ale bez formalnego uznania przez rząd.

### Uczestnicy, którzy zmarli w wyniku strajku głodowego
Latem 1981 roku zmarło dziesięciu strajkujących. Ich nazwiska, przynależność paramilitarna, daty śmierci i długość strajku głodowego są następujące:
| Imię i nazwisko  | Przynależność paramilitarna | Rozpoczęcie strajku | Data śmierci | Długość strajku |
| ---------------- | --------------------------- | ------------------- | ------------ | --------------- |
| Bobby Sands      | IRA                         | 1 marca             | 5 maja       | 66 dni          |
| Francis Hughes   | IRA                         | 15 marca            | 12 maja      | 59 dni          |
| Raymond McCreesh | IRA                         | 22 marca            | 21 maja      | 61 dni          |
| Patsy O'Hara     | INLA                        | 22 marca            | 21 maja      | 61 dni          |
| Joe McDonnell    | IRA                         | 8 maja              | 8 lipca      | 61 dni          |
| Martin Hurson    | IRA                         | 28 maja             | 13 lipca     | 46 dni          |
| Kevin Lynch      | INLA                        | 23 maja             | 1 sierpnia   | 71 dni          |
| Kieran Doherty   | IRA                         | 22 maja             | 2 sierpnia   | 73 dni          |
| Thomas McElwee   | IRA                         | 8 czerwca           | 8 sierpnia   | 62 dni          |
| Michael Devine   | INLA                        | 22 czerwca          | 20 sierpnia  | 60 dni          |

Pierwotny raport patologa zapisał przyczynę śmierci głodujących strajkujących jako "samozagłodzenie". Po protestach rodzin zmarłych strajkujących zostało to zmienione na "zagłodzenie". Koroner określił przyczynę śmierci jako "zagłodzenie, dobrowolne".

### Inni uczestnicy strajku głodowego
Chociaż w trakcie strajku głodowego zginęło dziesięciu mężczyzn, trzynastu innych zaczęło odmawiać jedzenia, ale zostali oni odsunięci od strajku głodowego z powodów zdrowotnych lub po interwencji rodziny. Wielu z nich nadal odczuwa skutki strajku i cierpi z powodu problemów z układem trawiennym lub wzrokowym, niepełnosprawności fizycznej lub zaburzeń neurologicznych.
| Imię i nazwisko    | Przynależność paramilitarna | Rozpoczęcie strajku | Zakończenie strajku | Długość strajku | Powód zakończenia strajku                                                      |
| ------------------ | --------------------------- | ------------------- | ------------------- | --------------- | ------------------------------------------------------------------------------ |
| Brendan McLaughlin | IRA                         | 14 maja             | 26 maja             | 13 dni          | Pęknięcie wrzodu żołądka i krwawienie wewnętrzne                               |
| Paddy Quinn        | IRA                         | 15 czerwca          | 31 lipca            | 47 dni          | Odsunięty przez rodzinę                                                        |
| Laurence McKeown   | IRA                         | 29 czerwca          | 6 września          | 70 dni          | Odsunięty przez rodzinę                                                        |
| Pat McGeown        | IRA                         | 9 lipca             | 20 sierpnia         | 42 dni          | Odsunięty przez rodzinę                                                        |
| Matt Devlin        | IRA                         | 14 lipca            | 4 września          | 52 dni          | Odsunięty przez rodzinę                                                        |
| Liam McCloskey     | INLA                        | 3 sierpnia          | 26 września         | 55 dni          | Jego rodzina powiedziała, że w przypadku utraty świadomości będą interweniować |
| Patrick Sheehan    | IRA                         | 10 sierpnia         | 3 października      | 55 dni          | Koniec strajku                                                                 |
| Jackie McMullan    | IRA                         | 17 sierpnia         | 3 października      | 48 dni          | Koniec strajku                                                                 |
| Bernard Fox        | IRA                         | 24 sierpnia         | 24 września         | 32 dni          | Niedrożność nerek                                                              |
| Hugh Carville      | IRA                         | 31 sierpnia         | 3 października      | 34 dni          | Koniec strajku                                                                 |
| John Pickering     | IRA                         | 7 września          | 3 października      | 27 dni          | Koniec strajku                                                                 |
| Gerard Hodgins     | IRA                         | 14 września         | 3 października      | 20 dni          | Koniec strajku                                                                 |
| James Devine       | IRA                         | 21 września         | 3 października      | 13 dni          | Koniec strajku                                                                 |

## Skutki strajku głodowego

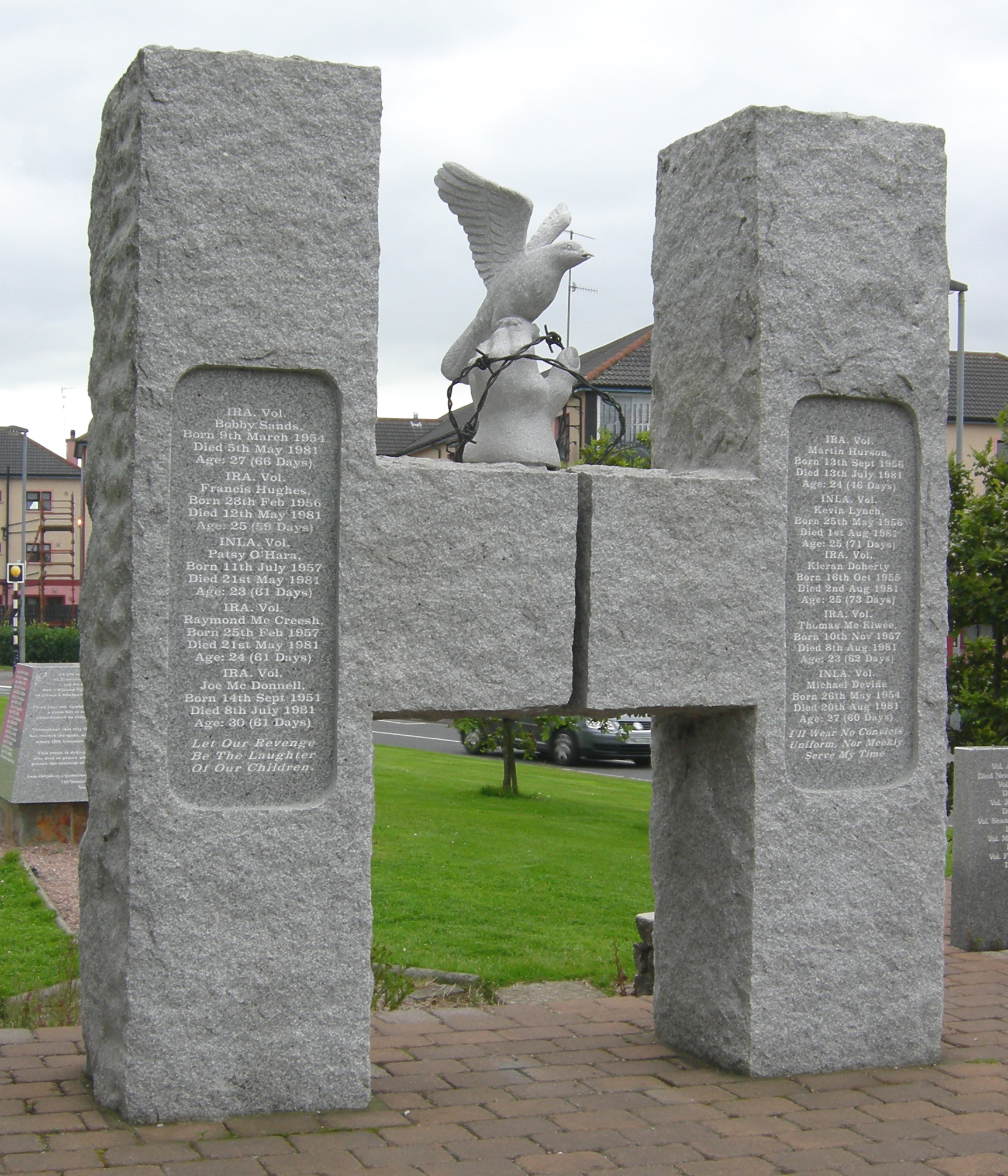
Pomnik w dzielnicy Bogside w Londonderry upamiętniający strajk głodowy

Brytyjska prasa określiła strajk głodowy jako triumf Thatcher, a magazyn The Guardian stwierdził: "Rząd pokonał strajki głodowe, wykazując się determinacją i odmawiając poddania się zastraszaniu". W tamtym czasie wielu obywateli, w tym członkowie IRA i Sinn Féin, uważali strajk głodowy za miażdżącą klęskę republikanów, lecz zwycięstwo Sandsa w wyborach uzupełniających było zwycięstwem propagandowym, a strajk głodowy stał się pyrrusowym zwycięstwem Thatcher i rządu brytyjskiego. Thatcher stała się obiektem nienawiści republikanów, podobnie jak w przeszłości Oliver Cromwell, przy czym Danny Morrison określił ją mianem "największego drania, jakiego znamy".
Podobnie jak w przypadku Operacji Demetrius w 1971 r. i Krwawej Niedzieli w 1972 r., Partia IRA zarekrutowała wielu nowych członków, co doprowadziło do ponownego wzrostu aktywności paramilitarnej. Po stosunkowo spokojnych późnych latach 70. nastąpił gwałtowny wzrost przemocy i nieład społeczny, a przed ambasadą brytyjską w Dublinie wybuchły zamieszki. W 1981 r. służby bezpieczeństwa wystrzeliły 29 695 plastikowych pocisków, doprowadzając do siedmiu ofiar śmiertelnych, w porównaniu do około 16 000 kul i czterech ofiar śmiertelnych w ciągu kolejnych ośmiu lat po strajkach głodowych.
W ciągu siedmiu miesięcy strajku, partia IRA kontynuowała kampanię zbrojną, zabijając 13 policjantów, 13 żołnierzy, w tym pięciu członków Pułku Obrony Ulster, oraz pięciu cywilów. Te siedem miesięcy było jednym z najbardziej krwawych okresów konfliktu; liczba ofiar śmiertelnych wyniosła 61 osób, w tym 34 osoby cywilne. Trzy lata później IRA próbowała zemścić się na Thatcher bombardowaniem hotelu Brighton, które było atakiem na konferencję Partii Konserwatywnej; zginęło pięć osób, a Thatcher ledwie uniknęła śmierci.

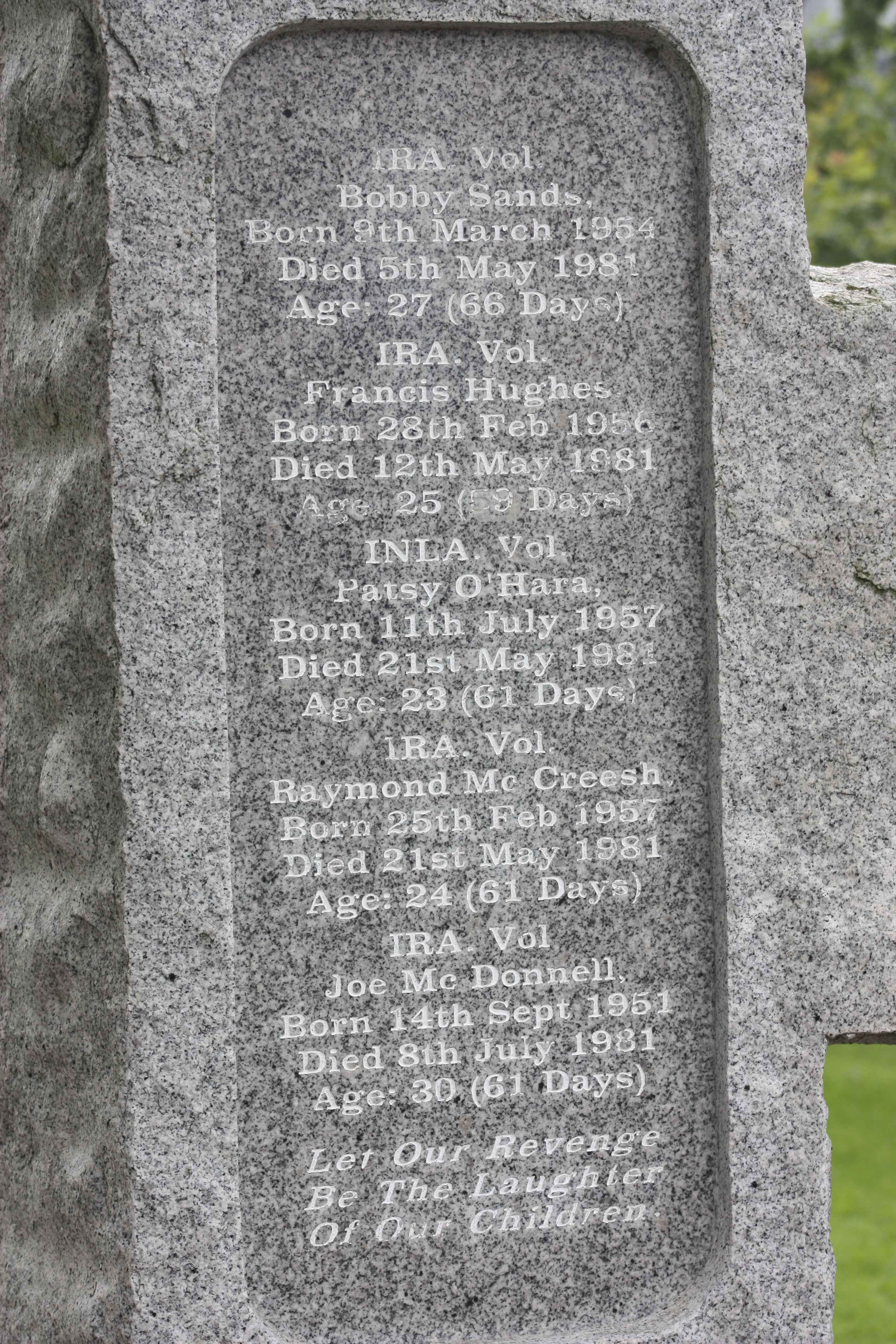

Strajk głodowy skłonił Sinn Féin do przejścia w kierunku polityki wyborczej. Zwycięstwo wyborcze Sandsa, w połączeniu ze zwycięstwem kandydatów popierających strajk w wyborach lokalnych w Irlandii Północnej i wyborach do Dáil w Republice Irlandii, dało początek strategii "oręż i karta do głosowania". Gerry Adams zauważył, że zwycięstwo Sandsa "ujawniło kłamstwo, że strajk głodowy - a co za tym idzie IRA i cały ruch republikański - nie cieszyli się poparciem społecznym". Zwycięstwa wyborcze Doherty'ego i Agnewa miały również wpływ polityczny w Republice Irlandii, ponieważ pozbawiły władzy ustępującą partię Fianna Fáil Charlesa Haugheya.
W 1982 r. partia Sinn Féin zdobyła pięć mandatów w wyborach do Zgromadzenia Irlandii Północnej, a w 1983 r. Gerry Adams zdobył mandat w wyborach powszechnych w Wielkiej Brytanii. Podwaliny polityczne zbudowane podczas strajku głodowego sprawiły, że Sinn Féin rozwijała się przez kolejne 20 lat. Po wyborach powszechnych w Wielkiej Brytanii w 2001 roku Sinn Féin stała się największą partią nacjonalistyczną w Irlandii Północnej, a po wyborach lokalnych i europejskich po obu stronach granicy w 2014 roku stwierdzono, że jest obecnie największą partią w całej Irlandii.
W 2005 r. rolę Gerry'ego Adamsa zakwestionował były więzień Richard O'Rawe, który podczas strajku był rzecznikiem prasowym w więzieniu. O'Rawe stwierdza w swojej książce Blanketmen, że Adams przedłużył strajk, ponieważ był on bardzo korzystny politycznie dla Sinn Féin i pozwolił Owenowi Carronowi zająć miejsce Sandsa. Inni uczestnicy strajku i Brendan McFarlane, który podczas strajku głodowego znajdował się wewnątrz więzienia, zaprzeczają temu stwierdzeniu. McFarlane twierdzi, że wersja wydarzeń przedstawiona przez O’Rawe'a jest bezładna i wybiórcza, mówiąc, że „jakakolwiek umowa, która w jakiś sposób przyczyniłaby się do spełnienia naszych pięciu żądań, zostałaby zawarta. Gdyby zostało to potwierdzone na piśmie, zgodzilibyśmy się. Nigdy nie było umowy, nigdy nie było żadnej innej opcji”.

## Upamiętnienia

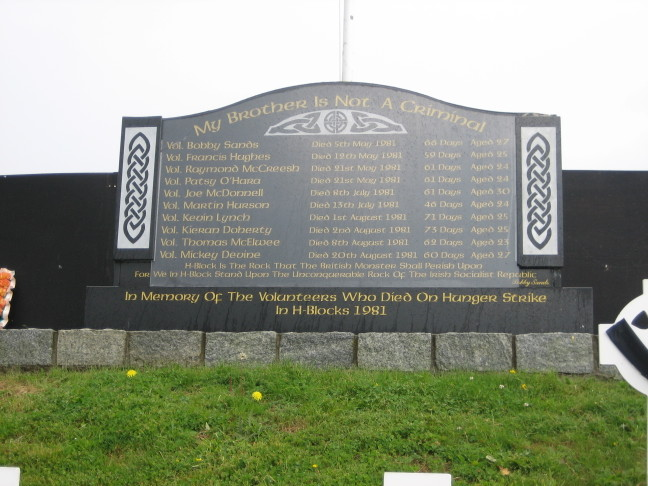
Pomnik w pobliżu Crossmaglen w hrabstwie Armagh upamiętniający strajk

W miastach i miasteczkach całej Irlandii, w tym w Belfaście, Dublinie, Derry, Crossmaglen i Camlough, znajdują się pomniki i murale upamiętniające strajkujących. Coroczne obchody rocznicy strajku głodowego i śmierci uczestników strajku odbywają się w całej Irlandii, a co roku w Belfaście odbywa się marsz upamiętniający. Kilka miast we Francji, w tym Paryż i Le Mans, nazwało ulice imieniem Bobby’ego Sandsa, a irański rząd zmienił nazwę ulicy Winston Churchill Street biegnącej wzdłuż ambasady brytyjskiej w Teheranie na Bobby Sands Street.
Pomnik upamiętniający mężczyzn, którzy zginęli w buncie irlandzkim 1798 roku, Powstaniu Wielkanocnym i strajku głodowym stoi na cmentarzu Waverley Cemetery w Sydney w Australii, który jest również miejscem pochówku Michaela Dwyera ze Stowarzyszenia Zjednoczonych Irlandczyków. W 1997 roku Jednostka Komitetu ds. Pomocy Irlanii Północnej w Hartford w Stanach Zjednoczonych poświęciła pomnik Bobby'emu Sandsowi i innym uczestnikom strajku. Pomnik stoi na rondzie znanym, jako "Bobby Sands Circle", u podnóża alei Maple Avenue w pobliżu Parku Goodwin.
20 marca 2001 roku krajowy przewodniczący Sinn Féin Mitchel McLaughlin otworzył wystawę Narodowego Komitetu Upamiętniającego Strajk Głodowy w hotelu Europa w Belfaście, na której znalazły się trzy oryginalne dzieła sztuki artystów z Belfastu. W następnym miesiącu w Derry uruchomiono również osobną wystawę. Na podstawie wydarzeń strajku głodowego zrealizowano wiele filmów, w tym "Spiralę Przemocy" z Helen Mirren w roli głównej, H3 (współautorstwa byłego uczestnika strajku Laurence'a McKeown'a) i "Głód” Steve'a McQueena.